# 武魁楼
武魁楼，位于中国广东省惠州市惠东县多祝镇黄狮村，为惠东县的一个县级文物保护单位，类型为古建筑，公布时间为2000年。
武魁楼的历史年代为清乾隆五十五年。